# Eve (álbum de The Alan Parsons Project)
Eve es el cuarto álbum de estudio del grupo británico The Alan Parsons Project. Publicado en 1979 por Arista Records se trata de un álbum conceptual que temáticamente aborda las fortalezas de las mujeres y los problemas que enfrentan en el mundo de los hombres.

## Producción
Para este trabajo, se pretendía originalmente producir un álbum basado en grandes mujeres de la historia, pero su temática se centra en aspectos particularmente humanos, como las relaciones afectivas hombre-mujer («If I Could Change Your Mind»), las fortalezas y la fe ocultas del hombre («Don't Hold Back») y la esperanza y el romanticismo, aspectos tradicionalmente ajenos a la temática de la mayoría de las obras de Alan Parsons. Un álbum bastante atípico en comparación con el resto de su obra, la que jamás deja de relucir sus arreglos y creatividad electrónica («Lucifer» o «I'd Rather Be a Man»).
El instrumental «Lucifer» fue un hit en Europa, mientras que «Damned If I Do» alcanzó el Top 30 estadounidense (que no «americano»). Generalmente, es con esta pieza con la que el grupo abre en sus conciertos.

## Lista de canciones
Lado A
1. «Lucifer» - 5:07
2. «You Lie Down With Dogs» - 3:50
3. «I'd Rather Be a Man» - 3:55
4. «You Won't Be There» - 3:35
5. «Winding Me Up» - 4:06

Lado B
1. «Damned If I Do» - 4:53
2. «Don't Hold Back» - 3:40
3. «Secret Garden» - 4:44
4. «If I Could Change Your Mind» (Cantada por Lesley Duncan) - 5:44

Eve fue remasterizado y relanzado en 2008 con los siguientes bonus tracks:
1. «Elsie's Theme» incluida también en el álbum The Sicilian Defence
2. «Lucifer» (demo)
3. «Secret Garden» (early rough mix)
4. «Damned If I Do» (rough mix)
5. «Don't Hold Back» (vocal rehearsal rough mix)
6. «Lucifer» (early rough mix)
7. «If I Could Change Your Mind» (rough mix)